# Euphrasia suborbicularis
Euphrasia suborbicularis är en snyltrotsväxtart som beskrevs av Sell och Yeo. Euphrasia suborbicularis ingår i släktet ögontröster, och familjen snyltrotsväxter. Inga underarter finns listade i Catalogue of Life.